# ESM
Форм-фактор ESM (англ. Embedded System Module, Вбудований системний модуль) — стандарт на компактний комп'ютер-на-модулі (COM, англ. Computer-on-module). ESM модуль зазвичай включає в себе центральний процесор, пам'ять, модуль інтерфейсів введення/виведення, а також ряд основних передніх роз'ємів введення/виводу. Вони можуть бути підключені на системній платі або використовуватись як автономна процесорна плата.

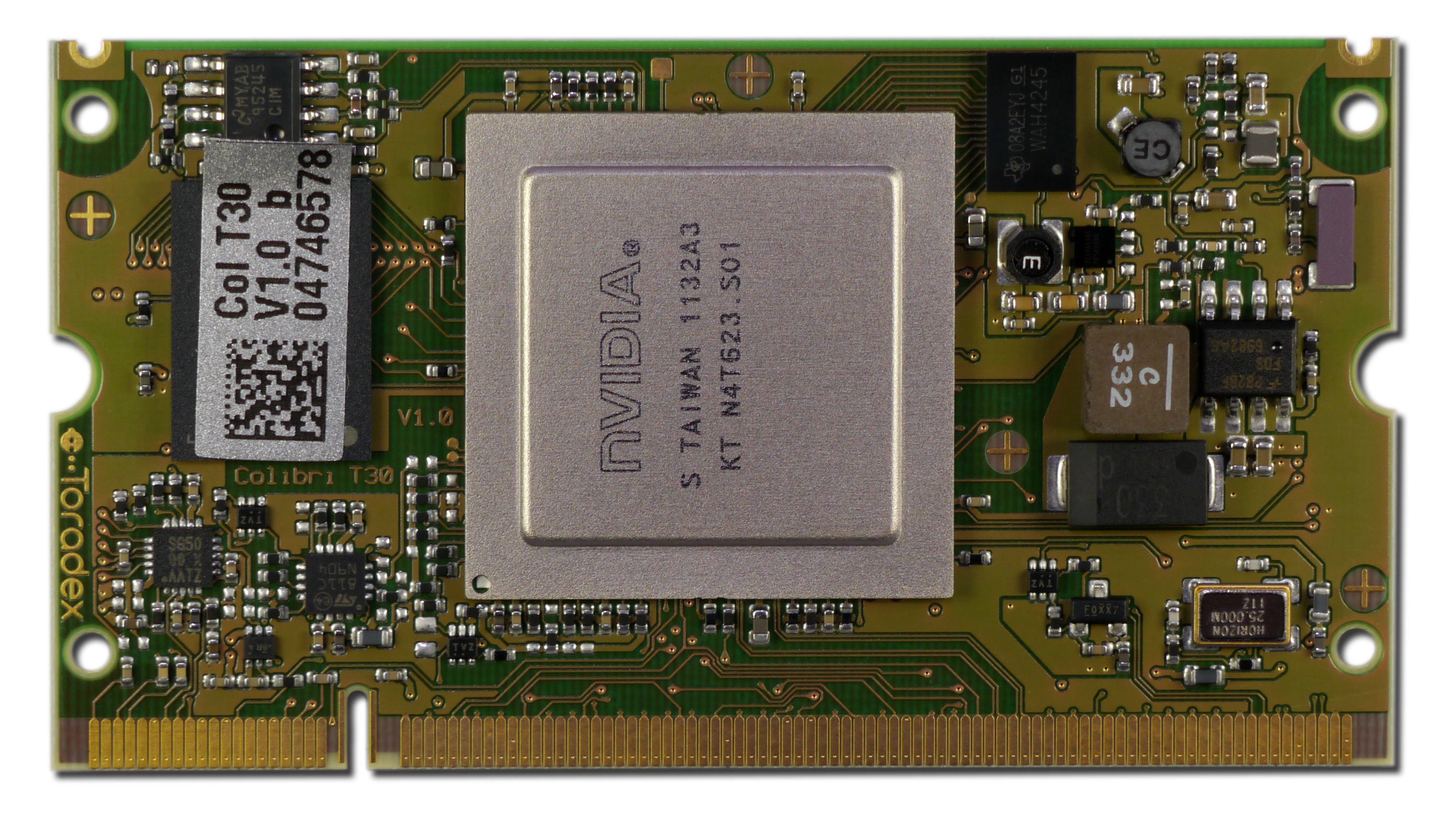
Toradex Colibri T30 Computer On Module

Комп'ютерні модулі COM встановлюються на спеціалізованих платах-носіях у вигляді мезонінної конструкції. Системні спеціалізовані плати-носії містять інші необхідні компоненти системи і виготовлені у формфакторі відповідно до вимог замовника.
Модулі ESM зазвичай використовуються на платах для CompactPCI і VME-bus, а також як одноплатні комп'ютери для вбудованих додатків.
ESM специфікація визначає один форм-фактор для друкованої плати: 149 × 71 мм (5,9 × 2,8 дюйма).